# Ziębice
Ziębice [ʑɛm'bʲiʦɛ], tyska: Münsterberg in Schlesien, är en stad i sydvästra Polen, belägen i distriktet Powiat ząbkowicki i Nedre Schlesiens vojvodskap, omkring 60 kilometer söder om Wrocław. Tätorten hade 9 070 invånare i juni 2014 och utgör centralort i en stads- och landskommun med totalt 17 831 invånare samma år.

## Geografi
Ziębices stadskärna ligger på östra stranden av floden Oława, som rinner upp söder om staden.

### Administrativ indelning
Till Ziębices stads- och landskommun hör orterna (tyska namn inom parentes): 
- Biernacice (Bernsdorf)
- Bożnowice (Berzdorf)
- Brukalice (Taschenberg)
- Czerńczyce (Frömsdorf)
- Dębowiec (Eichau)
- Głęboka (Glambach)
- Henryków (Heinrichau)
- Jasienica (Heinzendorf)
- Kalinowice Dolne (Niederkunzendorf)
- Kalinowice Górne (Oberkunzendorf)
- Krzelków (Krelkau)
- Lipa (Leipe)
- Lubnów (Liebenau)
- Niedźwiednik (Bärwalde)
- Niedźwiedź (Bärdorf)
- Nowina (Deutsch Neudorf)
- Nowy Dwór (Neuhof)
- Osina Mała (Wenig Nossen)
- Osina Wielka (Groß Nossen)
- Pomianów Dolny (Oberpomsdorf)
- Raczyce (Rätsch)
- Rososznica (Olbersdorf)
- Skalice (Reumen)
- Służejów (Schlause)
- Starczówek (Neu Altmannsdorf)
- Wadachowice (Wiesenthal)
- Wigańcice (Weigelsdorf)
- Witostowice (Schönjohnsdorf)
- samt Ziębices stad (Münsterberg).

## Sevärdheter

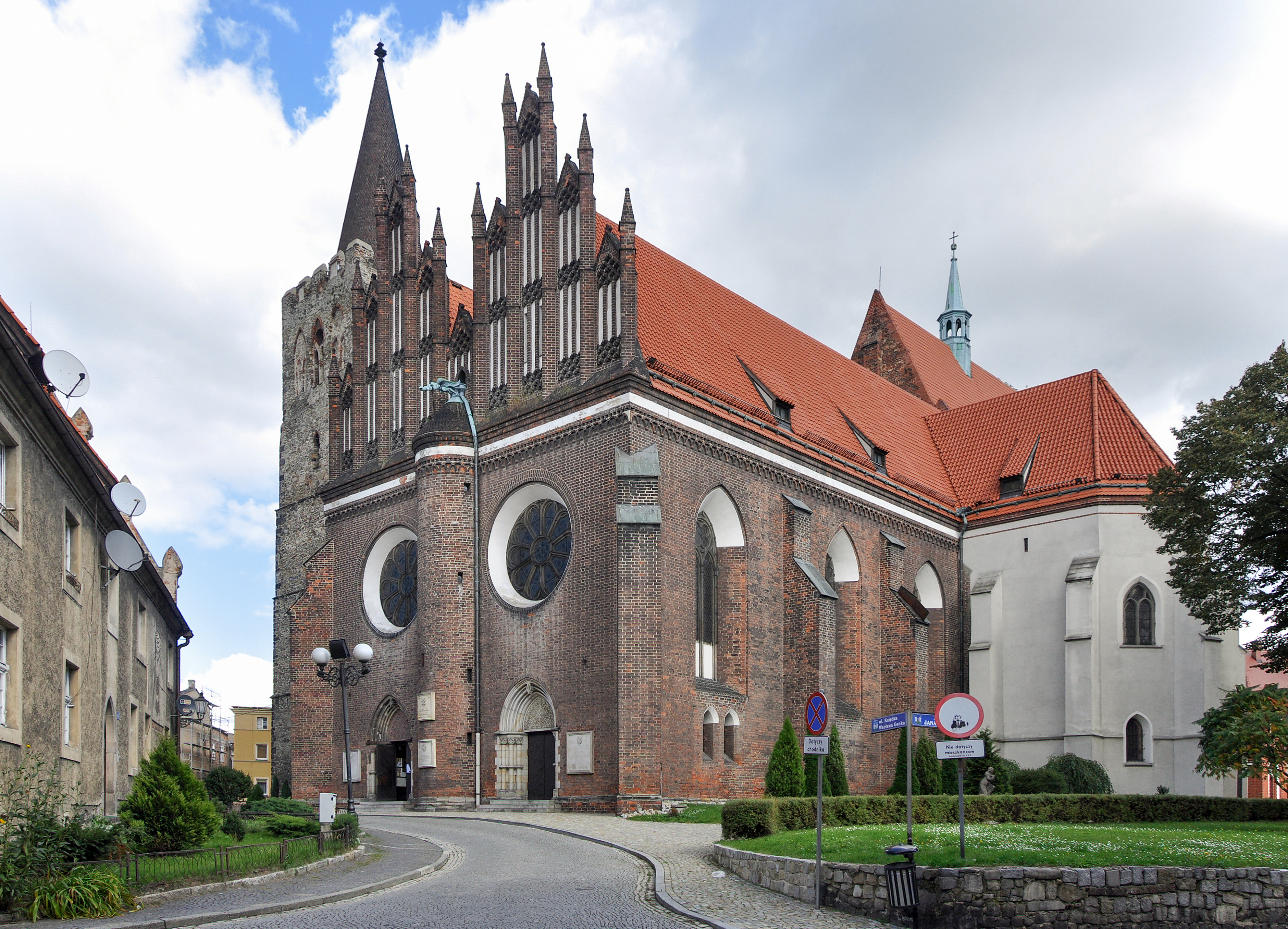
S:t Georgskyrkan
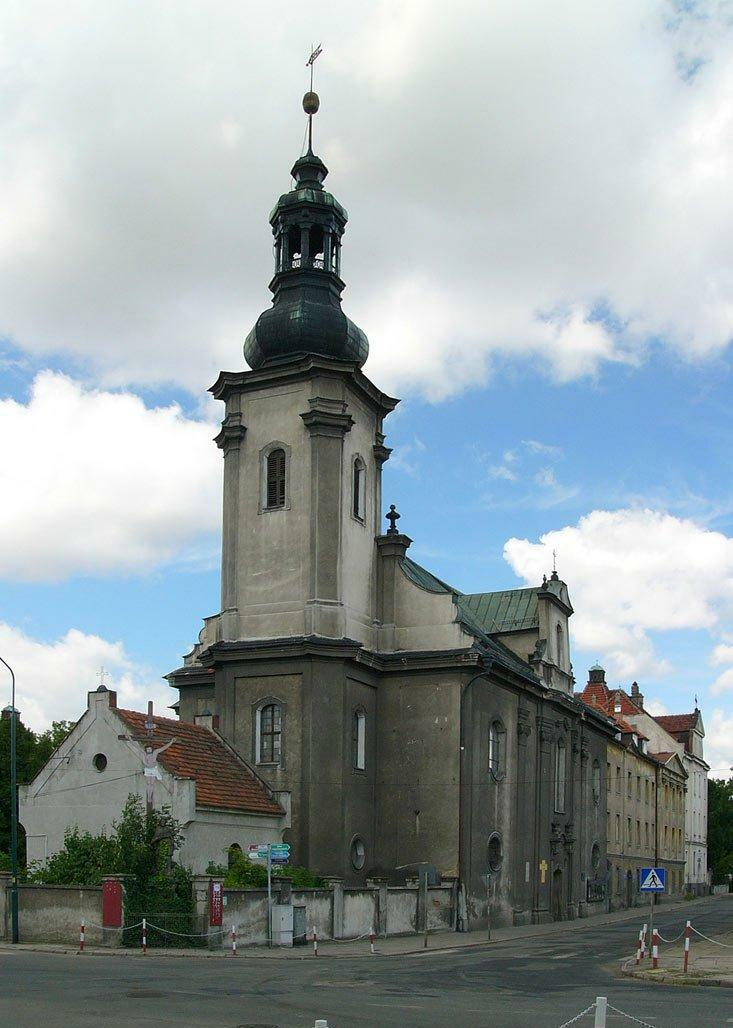
S:t Petrus och Paulus-kyrkan
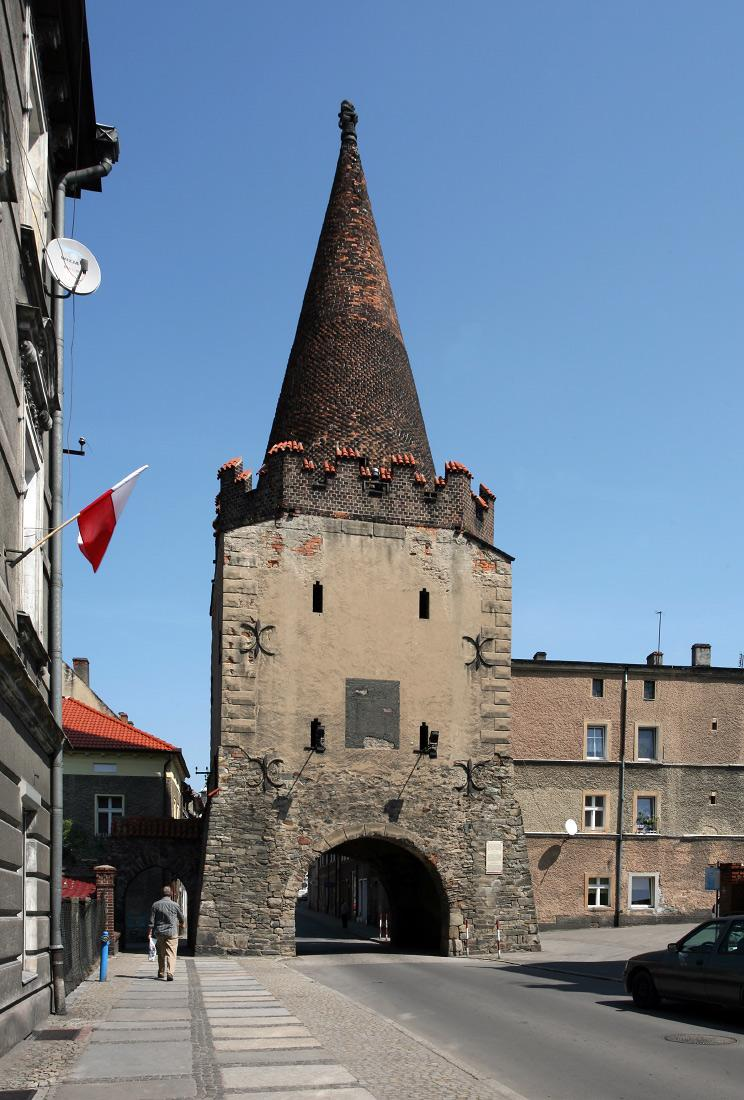
Paczkowskaporten
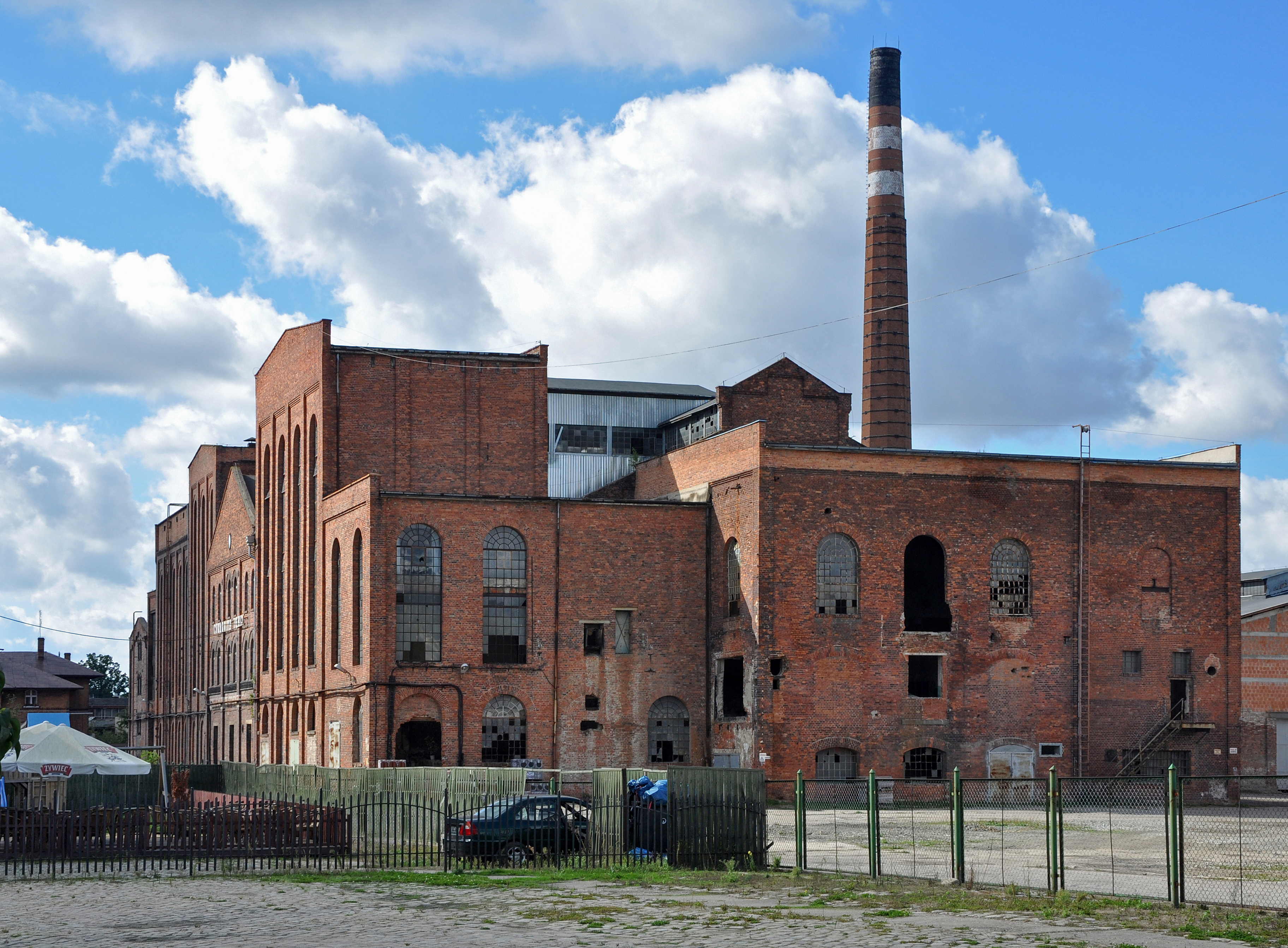
Sockerfabriken
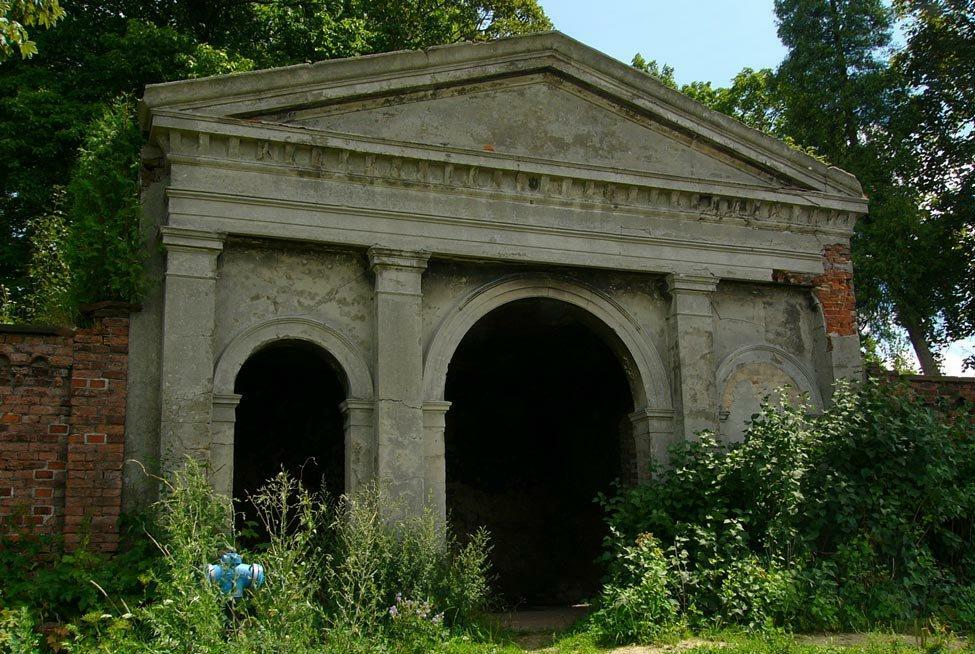
Judiska kyrkogården

- Stadens församlingskyrka, S:t Georgskyrkan, som givit staden dess tyska namn Münsterberg, uppfördes omkring år 1270. På 1400-talet tillkom koret och två kapell. I början av 1700-talet byggdes kyrkan om, och genomgick 1898–1900 en större rekonstruktion i nygotik. Predikstolen i sten skänktes av hertigen Joakim av Münsterberg-Oels. Hans far Karl I av Münsterbergs gravmonument med framställningen av Kristus vid Oljeberget är från 1542. Fönstren tillverkades av Alexander Linnemann från Frankfurt omkring år 1900.
- S:t Petrus och Paulus-kyrkan, eller Korskyrkan. Uppförd på 1200-talet av Korsherreorden med den röda stjärnan. Huvudaltaret härstammar från 1700-talet och 1800-talet.
- Rådhuset, uppfört 1888–1891. Renässanstornet härstammar från en äldre 1500-talsbyggnad.
- Av stadsmuren från 1300-talet återstår delar av muren och ett porttorn.
- Synagogan
- Judiska kyrkogården
- Henrykóws kloster

## Kommunikationer
Staden har en järnvägsstation på stambanan Wrocław – Międzylesie – Prag och trafikeras av regionaltåg i riktning mot Wrocławs centralstation norrut och Ústí nad Orlicí i Tjeckien söderut. Genom staden passerar den regionala vägen 394 i riktning mot Henryków och Paczków.

## Kända invånare
- Johannes Otto von Münsterberg (omkr. 1360–1416), 1398 rektor för Karlsuniversitetet i Prag, förste rektor för Leipzigs universitet.
- Johannes Grossnickel (Nicolai) (född omkr. 1440), astronom, 1486 rektor för Wiens universitet.
- Zacharias Hildebrandt (1688–1757), orgelbyggare.
- Karl Friedrich von Hirschfeld (1747–1818), preussisk infanterigeneral.
- Otto Cimbal (1840–1912), växtförädlare.
- Karl Weigert (1845–1904), patolog.
- Karl Denke (1860–1924), seriemördare.
- Joseph Langer (1865–1918), konstnär.
- Alfred Bohl (1909–1989), skådespelare.
- Christoph Hein (född 1944 i Heinzendorf), författare.
- Janusz Kaminski (född 1959), filmfotograf.
- Edyta Górniak (född 1972), popsångerska.

## Vänorter
- Brighton, Colorado, USA
- Ebreichsdorf, Österrike
- Jaroměř, Tjeckien